# Gaugenwald
Das Waldhufendorf Gaugenwald ist ein Ortsteil von Neuweiler im nördlichen Schwarzwald. 1139 erstmals nachweislich erwähnt, verlor es 1975 die Selbstständigkeit und zählt aktuell etwa 150 Einwohner.

## Aufbau
Im Ortskern befindet sich eine zentrale Gebäudegruppe, die aus der Kirche, dem Rathaus und dem ehemaligen Schulhaus besteht. Die anderen Gehöfte gruppieren sich mit einigem Abstand außen herum, wobei das gesamte Dorf von einer Ringstraße eingeschlossen wird. Die einzelnen Hufen sind ebenfalls kreisförmig angeordnet, so dass Gaugenwald dem Siedlungstyp eines runden Waldhufendorfes entspricht.
Das bewohnte Gebiet ist von Wald umgeben, der 55 % des Ortsgebietes ausmacht, und wird vom Bruderbach durchzogen, der am Bruderhaus in Berneck in eine Schlucht übergeht. Bekannt ist Gaugenwald insbesondere für die alljährliche Blüte der Sternblumen auf den Wiesen in der Umgebung. Am Rande des Waldes im Osten des Dorfes befindet sich außerdem ein Wildgehege.
Der Ostteil des Nachbardorfes Zwerenberg (östlich des Grenzwegs) mit dem Namen Aisbach gehört seit jeher ebenfalls zu Gaugenwald, auch wenn er von diesem durch einen Wald getrennt ist. Die Grenze verläuft mitten durch ein Firmengelände und ist außerdem der Grund dafür, dass der siedlungstechnisch bei Zwerenberg liegende Friedhof zu Gaugenwald gezählt wird.

## Geschichte

### Gründung und frühe Geschichte
Die erste urkundliche Nennung des Ortes erfolgte 1139 als „Gugenwaldt“ im „Wirtembergischen Urkundenbuch“, wo Papst Innozenz II. dem Abt Johannes von St. Georgen den Besitz verschiedener Orte, darunter eben Gaugenwald, verbrieft. Es wird jedoch vermutet, dass die Gründung als Ausbauort bereits im Rahmen der ersten Rodungsphase des Schwarzwalds auf Betreiben der Grafen von Calw und der Gaugrafen von Nagold um 1000 erfolgte. Als Muttergemeinden kommen Berneck und Ebhausen in Betracht. Schon für 1080 ist eine Kapelle oder Kirche im heutigen Gaugenwalder Gebiet nachgewiesen, die wohl nicht ohne jeden Grund in den Wald hineingebaut wurde, sondern auf bereits eingesetzte Besiedelung hinweist. In einer Urkunde von 1179 bestätigte Papst Alexander III. dem Kloster den Besitz von Gaugenwald erneut. Karl Kempf vermutete, dass es sich bei dem in diesen Urkunden genannten „Gugenwaldt“ um eine andere Ortschaft handele, was aber von Hansmartin Ungericht widerlegt wurde.
Wie bereits zur Zeit der Erstnennung befand sich Gaugenwald im 12. und 13. Jahrhundert im Besitz des Klosters St. Georgen, ging aber im Laufe der Zeit an verschiedene kleinere Besitzer über. In den folgenden Jahrhunderten war es eng mit dem Adelsgeschlecht Berneck verbunden. Aus dessen Besitz gelangte es um 1400 an das Adelsgeschlecht Gültlingen, das auch die Burg Berneck zu seiner Residenz machte.

### Kirchliche und territoriale Geschichte
Die schlichte Kirche in der Mitte des Dorfes bildete bereits im Mittelalter ein Zentrum des Dorfes. Das lässt sich auch daran ersehen, dass die Wohnteile aller Häuser auf die Kirche hin ausgerichtet sind. Gaugenwald gehörte zur Pfarrei in Ebhausen, die mit drei Priestern zahlreiche Ortschaften der Umgebung betreute, und ging mit dieser 1318 von St. Georgen an die Komturei Rohrdorf über. In den 1480er Jahren kam es zu Konflikten um die kirchliche Eigenständigkeit einiger zu Ebhausen gehörender Orte, die am 18. November 1489 mit einer Vereinbarung beigelegt wurden. Bei der folgenden Aufteilung des Sprengels gelangte Gaugenwald zur Pfarrei Zwerenberg. Da Gaugenwald als einziger Ort des Pfarrsprengels zum Besitz derer von Gültlingen gehörte, genossen die Bewohner einige Privilegien: So mussten sie nicht zur Beichte nach Zwerenberg, sondern der Pfarrer kam nach Gaugenwald. Weil Balthasar von Gültlingen, zu dessen Besitz Gaugenwald Anfang des 16. Jahrhunderts gehörte, die Reformation entschieden förderte, wurde das Dorf schon früh protestantisch, nachdem es zu einigen Schwierigkeiten gekommen war, da der Pfarrer von Zwerenberg überzeugter Katholik war und die praktische Durchsetzung sich daher schwierig gestaltete.
Am 11. November 1669 kaufte Herzog Eberhard III. von Württemberg für 8000 Gulden die Orte Gaugenwald und Garrweiler von Sybille Felicitas Schertlin von Burtenbach, geborene von Remchingen. 1753 gelangten sie im Tausch gegen Peffingen und Deufringen wieder an die Familie von Gültlingen zurück und gehörten damit zum Ritterkanton Neckar-Schwarzwald. Mit einem Befehl Napoleons vom 19. Dezember 1805 gelangten sie dann im Zuge der Territorialreform wieder an das zu Württemberg gehörende Oberamt Nagold. Neben der traditionell bestehenden evangelischen Kirchengemeinde bildete sich in dieser Zeit eine Altpietistische Gemeinschaft, der in den 1840er Jahren eine Pregizer-Gemeinschaft folgte.

### 20. Jahrhundert
1898 wurde Gaugenwald an die Trinkwasserversorgung angeschlossen, 1904 ein Telegraph eingerichtet. 1910 und 1911 wurden 18 Häuser mit elektrischem Strom versorgt und in den 1960er Jahren wurde die Elektrisierung noch einmal stark vorangetrieben, wobei Gaugenwald ein „Elektro-Versuchsdorf“ des Schwarzwalds darstellte. Im Jahr 1934, das von außergewöhnlicher Trockenheit geprägt war, wurde ein Brunnen gebaut, der später „Hindenburgbrunnen“ genannt wurde. 1974 wurde eine Straßenbeleuchtung organisiert und das Straßennetz asphaltiert. Bis ins 20. Jahrhundert war Gaugenwald von der Land- und Forstwirtschaft geprägt, mehrfach wurde in Berichten die außerordentlich gute wirtschaftliche Lage des Dorfes betont. Seitdem wandelte es sich jedoch zunehmend zu einer Wohngemeinde, in der genannte Erwerbszweige allerdings immer noch eine Rolle spielen. Hinzu kommt der Fremdenverkehr, wobei teilweise über 5000 Übernachtungen pro Jahr erreicht wurden.
Zum Ersten Weltkrieg wurden 20 Bewohner Gaugenwalds eingezogen. Im Zweiten Weltkrieg, in dem das Dorf acht Gefallene zu verzeichnen hatte, kamen 15 Kriegsgefangene nach Gaugenwald und arbeiteten bei den ansässigen Bauern. Am 16. April 1945 kam es zu einer Schießerei zwischen einmarschierenden Franzosen und sich zurückziehenden deutschen Soldaten. Auf Betreiben der Dorfgemeinschaft wurde der seit 1932 amtierende Bürgermeister Michael Wurster während der französischen Besatzungszeit im Amt belassen und konnte dieses bis 1949 ausführen.
Bei der Kreisreform während der NS-Zeit in Württemberg gelangte Gaugenwald 1938 zum Landkreis Calw.
Am 1. Januar 1975 wurde Gaugenwald zusammen mit Agenbach, Breitenberg, Neuweiler, Oberkollwangen und Zwerenberg zur Gemeinde Neuweiler zusammengeschlossen.

## Wappen
Die Wappenbeschreibung lautet: „Gespalten, vorne in blau auf goldenem, aus dem Spalt wachsendem Eichenzweig ein nach rechts gekehrter naturalistischer Kuckuck; hinten in Gold auf grünem Boden zwei grüne Tannen.“
Das Wappen, das Gaugenwald am 16. Juni 1948 verliehen wurde, ist ein „sprechendes Wappen“ und bezieht sich auf den Ortsnamen, der sich möglicherweise von der mundartlichen Bezeichnung „Gauch“/„Gaug“ für Kuckuck herleitet. Andere Theorien besagen zwar, dass der Name von einem Personennamen abgeleitet ist, allerdings dürfte sich dieser dann wiederum auf den Kuckuck beziehen.

## Bauwerke

### Kirche und Friedhof

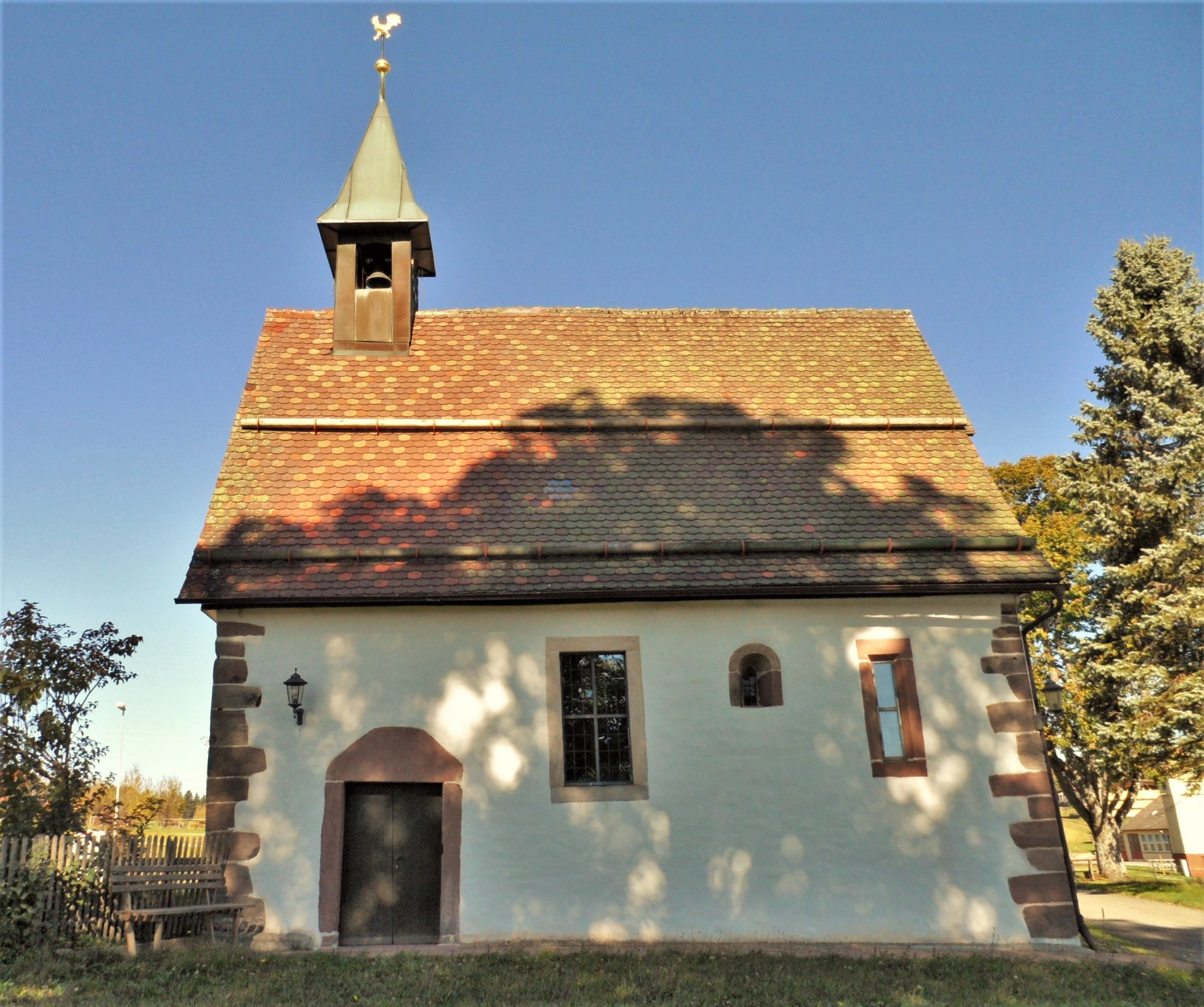
Evangelische Kirche Gaugenwald

- Kirche: Über die Anlage der mittelalterlichen Kirche ist wenig bekannt. 1688 brannte sie entweder völlig oder zumindest teilweise ab, nachdem einfallende Franzosen sie im Rahmen des Pfälzischen Erbfolgekrieges angezündet hatten. Über das Jahr des Wiederaufbaus finden sich in den Quellen die zwei Angaben 1689 und 1699. Bei diesem Wiederaufbau wurde der romanische Stil des 11. Jahrhunderts mit schlichtem Glockentürmchen beibehalten. Die barocke Kanzel der Saalkirche ruht auf einer Holzsäule, an der man noch Spuren des Brandes von 1688 sehen kann. Ihre Blumenbemalung, die 1961/62 freigelegt wurde, stammt aus dem 17. Jahrhundert. Bei der genannten Renovierung in den frühen 1960er Jahren wurde auch das alte, lange Zeit zugemauerte Rundbogenfenster wieder geöffnet und weitere Elemente der Inneneinrichtung (Taufstein, Gefallenentafel, Kruzifix, Gestühl, Boden) neu gestaltet. Die Glocke der Kirche stammt laut Aufschrift noch aus der Zeit vor der Zerstörung, genauer dem Jahr 1600. Der Bau befindet sich im Besitz der Gemeinde, die Erwerbsart ist jedoch selbst im Grundbuch nicht bekannt. Heute ist die Kirche die kleinste Dorfkirche Baden-Württembergs, in der regelmäßig ein Gottesdienst stattfindet.
- Friedhof: Lange Zeit wurden die Gaugenwalder Leichen in Ebhausen bestattet, da sich dort die Pfarrei befand. Doch gerade in Zeiten mit hoher Sterberate (z. B. Pestepidemien) war der weite Weg dorthin eine große Belastung, sodass im 15. Jahrhundert die Einrichtung eines eigenen Friedhofs gefordert wurde. Im Zuge der Auseinandersetzungen um die kirchliche Zugehörigkeit Gaugenwalds wurde dies durch einen Erlass von Papst Pius II. vom 9. Juni 1483 erreicht. Der neue „Pestfriedhof“ wurde im Wald in der Nähe der alten St.-Leonhards-Kapelle angelegt. Wie lange er seinem Zweck diente, ist nicht bekannt, denn in späteren Jahrhunderten wurden die Gaugenwalder Toten auf dem Friedhof in Zwerenberg begraben. Als 1835 aufgrund der ungünstigen Lage des dortigen Friedhofs und der von ihm herrührenden Geruchsbelästigung ein neuer Platz gesucht wurde, fand man diesen in einem Gebiet an der Straße nach Martinsmoos, das zur Ortschaft Gaugenwald gehört und auf dem sich Jahrhunderte zuvor der alte Pestfriedhof befunden hatte. 1963 ging dieser gemeinsame Friedhof von Zwerenberg und Gaugenwald in die Verwaltung der beiden Gemeinden über.

### Profane Gebäude
- Schule und Rathaus: Ab 1753 gab es in Gaugenwald einen eigenen Schulmeister. Ein erstes Schulhaus wurde 1825 errichtet, aber schon nach zwei Jahrzehnten abgerissen. An seiner Stelle wurde nun ein zweistöckiges Gebäude errichtet, das nicht nur dem Unterricht, sondern auch als Rathaus diente und durch eine Scheune ergänzt wurde. 1878 fand eine Vergrößerung des Schulsaales statt; 1902 schließlich wurde die Scheune durch ein eigenständiges Rathaus ersetzt, sodass Schule und Gemeindeverwaltung nun jeweils ein eigenes Bauwerk besaßen. 1914 wurde das Schulhaus erneut umgebaut. 1966 kam Gaugenwald zum Schulverband Neuweiler, für den 1972 ein eigenes Schulhaus errichtet wurde. Die Gaugenwalder Schule wurde damit stillgelegt. 1973 kaufte die Altpietistische Gemeinde das Gebäude als Zentrum für den Nagolder Raum und Wohnhaus des Gemeinschaftspflegers; heute dient es nur noch als Wohnhaus. Das Rathaus verkam in den Jahrzehnten nach dem Verlust der Selbstständigkeit. Erst nach der Jahrtausendwende wurde es von einer Arbeitsgemeinschaft, aus der 2010 der Verein „Gaugenwald e. V.“ hervorging, wieder für verschiedene Nutzungszwecke hergerichtet.
- Gemeindehaus: 1964 wurde ein Gemeindehaus errichtet, das neben zwei Wohnungen auch ein Schlachthaus, ein Feuerwehrmagazin und eine Milchsammelstelle enthielt und neben dem ein Spielplatz angelegt wurde. Heute dient es noch der Feuerwehr als Gebäude.